# Mesnil-Raoul
Mesnil-Raoul é uma comuna francesa na região administrativa da Normandia, no departamento de Sena Marítimo. Estende-se por uma área de 6,75 km². Em 2010 a comuna tinha 1 065 habitantes (densidade: 157,8 hab./km²).